# Energiepfad Grevenbroich
Der Energiepfad Grevenbroich ist ein Radrundweg in Form einer 8 in Grevenbroich, der die Zusammenhänge zwischen der Energiegewinnung, dem Braunkohletagebau und der Rekultivierung deutlich macht und zudem zu Anlagen führt, die Erneuerbare Energien nutzen. Auf vielen Hinweistafeln gibt es Informationen zur dortigen Flora und zur Petrographie.
Der etwa 38 km lange Rundweg entstand 2002 im Rahmen der Euroga. Er verläuft unter anderem in den Stadtteilen Gustorf und Neuenhausen, auf der Vollrather- und der Gustorfer Höhe vorbei an Windkraftanlagen, Braunkohlegruben, dem Neurather See mit einer der größten Photovoltaikanlagen Europas und dem Elsbachtal, einem rekultivierten Bachtal mit dem Land-Art-Projekt von Benoit  Tremsal.
Der nördliche Rundweg und der südliche Kreis kreuzen und berühren sich an der Gustorfer Mühle mit ihrer Wasserturbine aus den 1930er Jahren, die heute wieder zur Stromerzeugung genutzt wird. Man kann so auch nur einen der Rundwege nutzen und die Tour auf die Hälfte kürzen.
Das Signet zeigt ein schräggestelltes gelbes Kreuz, mit dem Schriftzug Energiepfad. Eine Verwechslungsgefahr mit dem Zeichen des Radwegs Euroga zwischen Rhein und Maas, der auch im Rahmen der Euroga 2002 entstand, ist groß, weil diese beiden Radwege sich häufig kreuzen.
Die Touren auf dem Energiepfad können ab Frimmersdorf/Neurath nach Süden fortgesetzt werden mit der Straße der Energie bis zu deren Informationszentrum im Schloss Paffendorf.

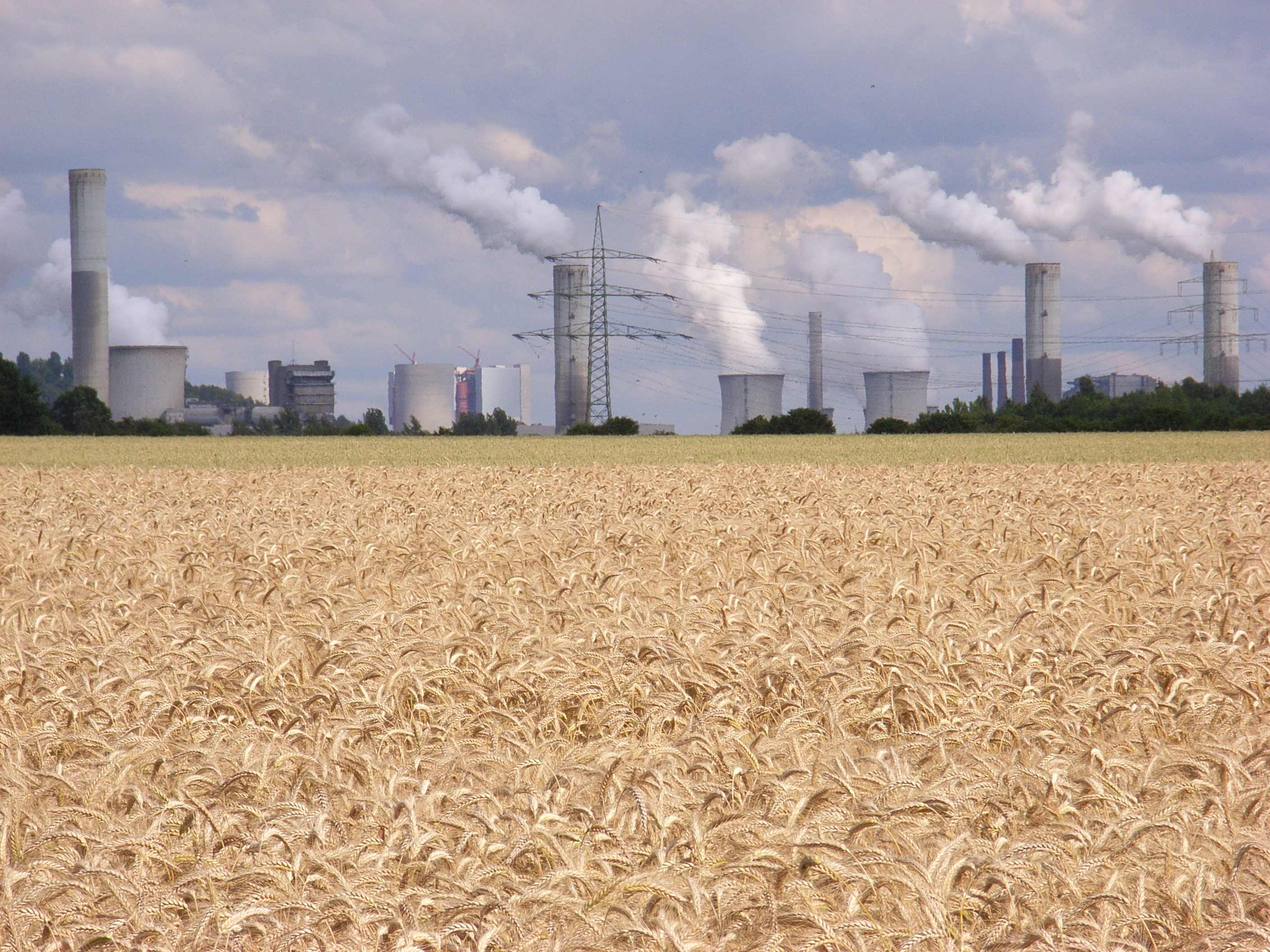
Getreidefeld auf der Gustorfer Höhe und Kraftwerk Frimmersdorf

Koordinaten: 51° 5′ N, 6° 34′ O